# 清江西路站
清江西路站位于中华人民共和国四川省成都市青羊区清江西路与蜀金路交叉口西北侧，是成都地铁4号线的地铁车站，于2015年12月26日启用。

## 车站概要
本站位于中国四川省成都市青羊区清江西路蜀金路口，因位于清江西路而得名；因临近苏坡立交，在建设过程中的工程名为“苏坡立交站”。本站是成都地铁少有的未在出入口设置垂直电梯的车站（仅设有轮椅升降台）。

## 车站构造
本站全长227.8米，为地下二层单柱双跨1面2线岛式站台车站，标段宽度18.7米，中心里程处底板埋深14.86米。车站主体位于清江西路蜀辉路口东侧蜀金路口西侧之间，实际施工阶段较环评时向东沿线路移动了42米。同时由于本站东侧区间受道路上方成温高架桥墩影响需由道路中央移动至南侧，文化宫站不再具备在西端设置存车线的条件，遂在本站东端西河方向增设了一条存车线，位于蜀金路口东侧。车站主体及存车线皆采用明挖顺作法施工。

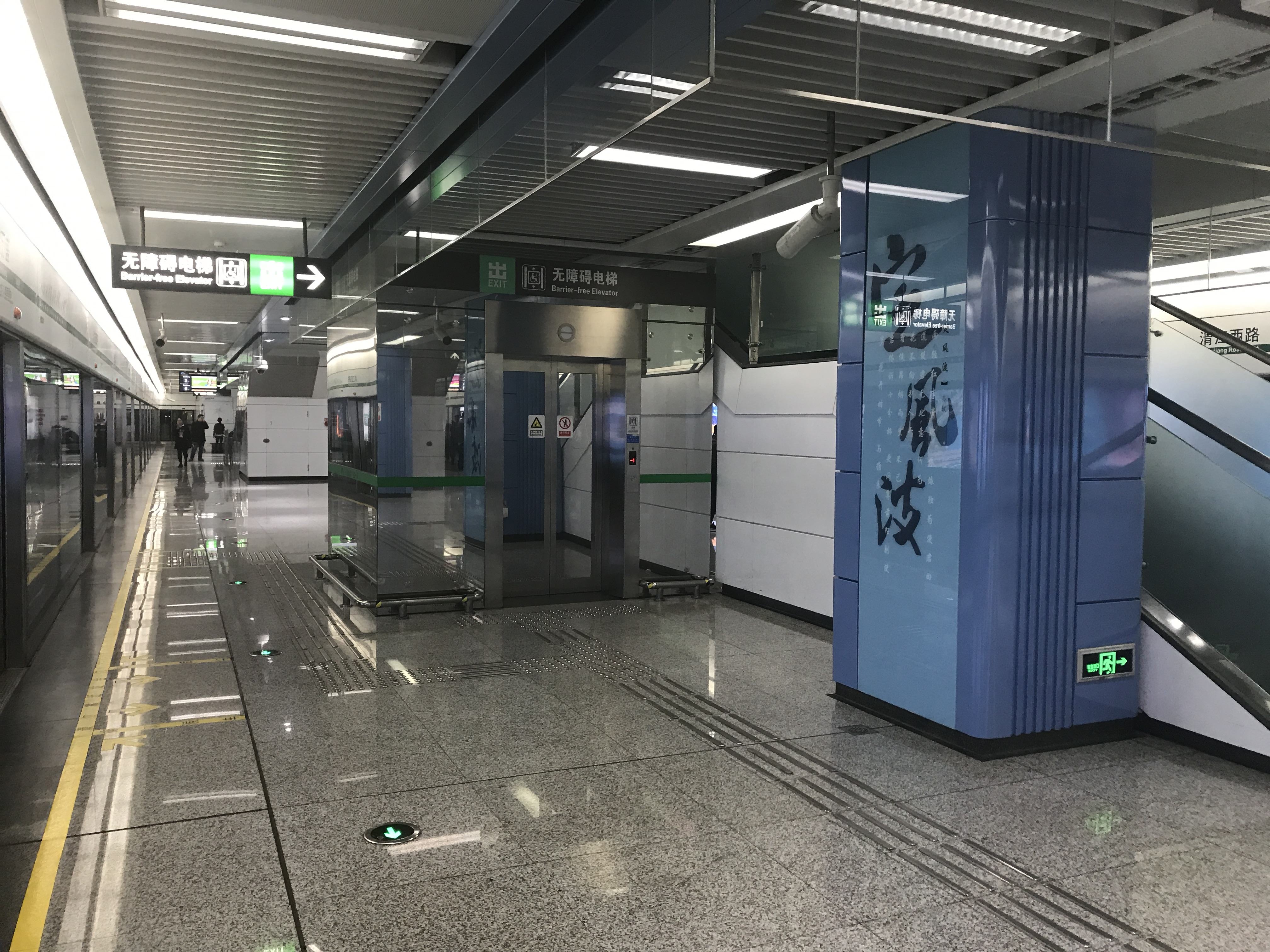
站台层

| 地面              | 0    | 出口                                                                                                |
| 地下一层          | 站厅 | 自助购票 客服中心                                                                                   |
| 地下二层          | 站台 | \| \| \| 4号线往万盛（成都西站） \| \| 島式 · 開左邊车门 \| \| \| \| \| \| 4号线往西河（文化宫） \| |
|                   |      | 4号线往万盛（成都西站）                                                                             |
| 島式 · 開左邊车门 |      | |
|                   |      | 4号线往西河（文化宫）                                                                               |

- 站台层

## 内装与公共艺术
本站设计主题：东坡与宋词文化。
本站紧邻苏坡桥，苏坡桥是纪念北宋大文学家苏东坡而得名。车站内的立柱被设计为古代线装书的造型，印有苏东坡的词句。东坡词赋点明了本站的文化主题，翰墨传香，且具有赏读性。

### 艺术墙《苏坡桥故事》
站厅层设有“苏坡桥故事墙”浮雕艺术装置，讲述了“苏坡桥”的典故，上附题字：“苏坡廊桥跨两岸，清清河水东流去。”

## 出入口
本站目前开放4个出入口，皆未设置垂直电梯，为成都地铁车站罕见案例，仅在B口设有轮椅升降台。
|          |              |                                  |      |
| 编号     | 设施         | 指示                             | 照片 |
|          |              | 清江西路、蜀辉路、金祥路、蜀采路 |      |
| 出口 · B | 轮椅升降台   | 清江西路、蜀金路、金祥路         |      |
| 出口 · D |              | 清江西路、蜀金路、金栖路         |      |
| 出口 · E | 无障碍卫生间 | 清江西路、蜀辉路、金栖路         |      |

## 接驳交通

### 公交
- 清江西路站：107路、164路、215路、262路、413路、64路、736路、G103路早高峰、G107路、G190路、夜间101路、夜间12路、社区巴士1062路[10]。

## 历史
- 2012年2月28日，开始施工打围[11]。
- 2012年4月20日，因管线迁改施工不慎，上午9时许清江西路蜀金路口天然气管道破裂，天然气泄露并伴随巨大声响，附近实施临时交通管制。消防队赶到处置后，于10时许停止泄露[12][13]。
- 2012年12月17日，车站主体结构封顶[11]。
- 2014年6月27日，车站竣工验收[4]。
- 2015年12月26日，车站启用[2]。
- 2023年7月，本站英文名由Qingjiang Road West改为Qingjiang West Road。